# Flamenco
 Ikke at forveksle med flamingo og Flamengo.
Flamenco er en musikalsk tradition, der har udviklet sig især blandt Andalusiens romaer, men også efterhånden dyrkes af mange andre. Tonesproget har stærke orientalske elementer, navnlig arabiske, men formodentlig også indiske. Oprindelig blev flamencoen hovedsageligt fremført af en sanger, men efterhånden kom dansen og guitaren til. I takt med guitarens popularitet i 50- og 60erne bliver flamenco til tider fremført solo på guitar. I dag udgives der også mange plader og arrangeres mange koncerter med guitaren i centrum. Såvel danse-, som guitarteknisk er flamenco yderst vanskelig. Mens danserne skal mestre de krævende trin og hæleklapren, skal guitaristerne kunne overskue komplicerede takter og melodiforløb, der kræver yderst avanceret fingerspilsteknik.
Flamenco er inddelt i en række forskellige typer numre/sange, der hver især afspejler forskellige  følelser, lige fra den dybeste fortvivlelse over ensomhed (soleares) til glæde (alegrías). Indimellem findes de muntre sevillanas, der ofte ledsages af en større gruppe dansere.
- Musikken bliver ofte fremført af et ensemble med en sanger (eller flere), en guitarist (eller flere) og div. rytmefolk, der leverer håndklap, tramp og rytmiske tilråb. Måske er der en danser eller to.
- Men der kan også bare være en sanger, der bliver akkompagneret af en guitarist.
- Eller meget tit en guitarist, der spiller solo.

Indenfor flamencoen diskuteres det meget ofte, hvad der er "den rigtigte flamenco". Man kan mere eller mindre skelne mellem klassisk/traditionel flamenco og nogle nyere former. Hvor grænsen trækkes, er naturligvis usikkert, og at snakke om "flamenco puro" (ren flamenco) er da også forkert, da flamenco netop altid har været en blanding af mange elementer. Den traditionelle flamenco, der følger de gængse compás (takter) spilles stadig, men der er også kommet mange mere lettilgængelige afarter frem – flamenco nuevo (= ny flamenco), som det ofte kaldes under ét.

## Etymologi
Der er uvished ikke kun om flamencoens oprindelse, men også om oprindelsen for dennes navn. Flamenco betyder både flamingo og flamlænder (person fra Flandern) på spansk. Brugen af ordet flamenco kan være opstået enten som følge af dansens lighed med dansen af en elegant fugl, en fugl der findes overalt langs romaernes vandringsrute gennem det mauriske Nordafrika fra deres oprindelsessted i Indien. Ordet kan også være opstået eftersom Spanien på et tidspunkt regerede over Flandern, og spanske tropper bragte et ensemble bestående af flamske musikere med sig til Spanien, hvor deres musik blev kendt som flamenco – flamsk stil.